# Mangaia
Mangaia (traditionellt känd som Anau Enua, vilket betyder terrasserad) är den mest sydligaste av Cooköarna och den näst största efter huvudön Rarotonga. Den anses vara den äldsta vulkanön i Stilla havet och folkmängden är på runt 1 000 personer fördelat på tre olika byar. Den högsta punkten på ön heter Rangimotia och mäter 169 meter över havet.
Air Rarotonga flyger hit från Rarotonga och det finns flera möjligheter för turister att övernatta.